# Gereformeerde kerk (Haulerwijk)
De gereformeerde kerk is een kerkgebouw in Haulerwijk in de Nederlandse provincie Friesland. Het gebouw is een gemeentelijk monument.

## Beschrijving
Het gereformeerde kerkgebouw uit 1930 aan de Haulerwijkstervaart werd gebouwd ter vervanging van een kerkje in Waskemeer. De kruiskerk met dakruiter is uitgevoerd in zakelijk-expressionistische architectuur naar plannen van architect F. Offringa. Het orgel uit 1922 is gemaakt door de firma Standaart en werd in 1989 omgebouwd door Mense Ruiter.

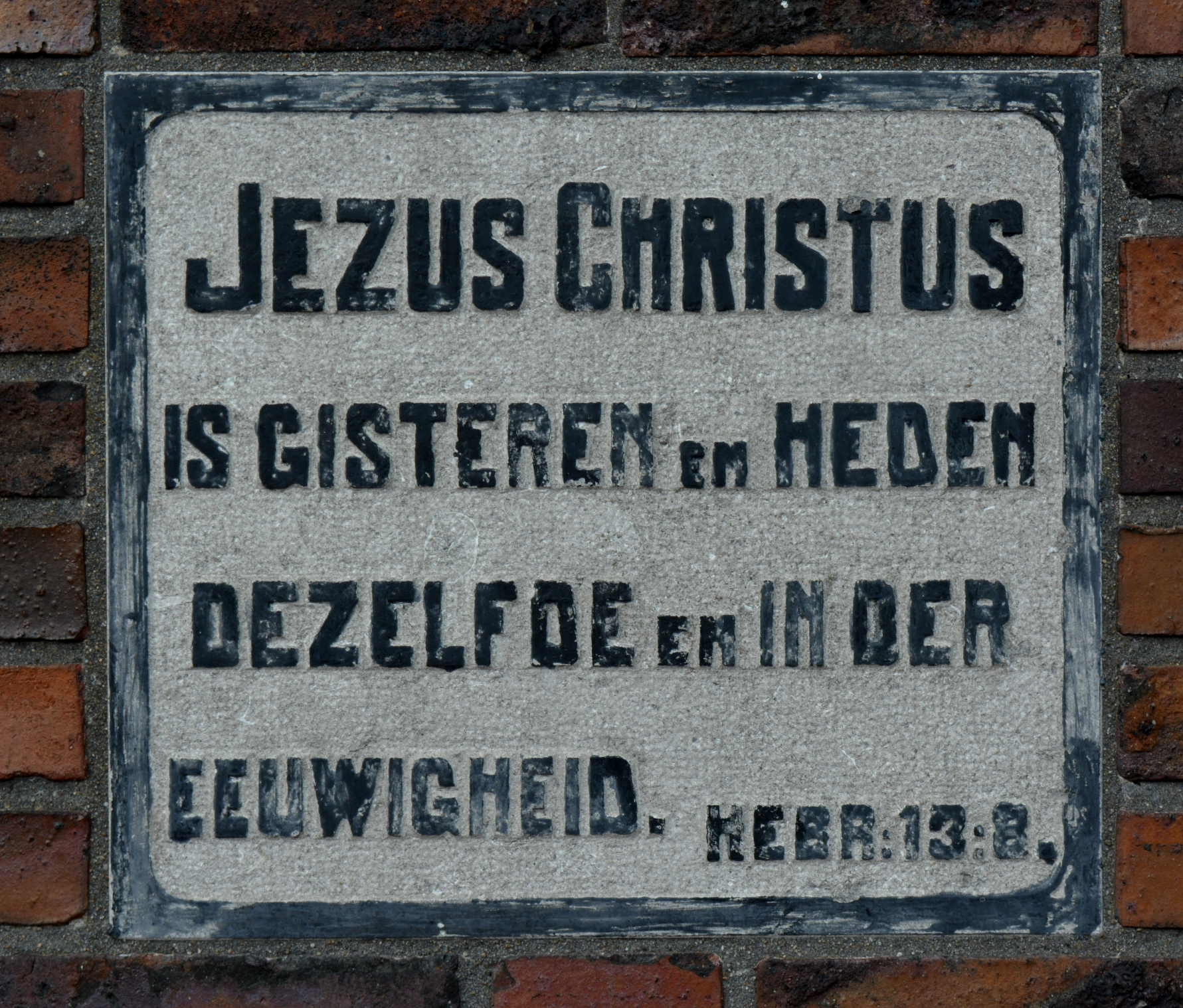
Gevelsteen